# JS Omrane
Jeunesse Sportive d'El Omrane (arabisch الشبيبة الرياضية بالعمران), auch bekannt als JS El Omrane oder einfach nur JSO, ist ein 1943 gegründeter tunesischer Fußballverein aus Tunis. Aktuell (Stand: Juli 2024) spielt der Verein in der ersten Liga. 

## Stadion
Der Verein trägt seine Heimspiele im Complexe Sportif Taieb Ben Ammar El Omrane in Tunis aus. Das Stadion hat ein Fassungsvermögen von 2000 Personen.

## Erfolge
- Tunesischer Zweitligameister: 2023/24  ▲

## Trainer
Stand: Juli 2024
| Trainer        | Nation   | von               | bis            |
| -------------- | -------- | ----------------- | -------------- |
| Lotfi Ayari    | Tunesien | 1. September 2015 | 12. März 2016  |
| Faouzi Rouissi | Tunesien | 2. August 2022    | 9. Januar 2023 |
| Lotfi Kadri    | Tunesien | 1. Juli 2023      |                |